# Macrolobium jenmanii
Macrolobium jenmanii är en ärtväxtart som först beskrevs av Henry Allan Gleason, och fick sitt nu gällande namn av Noel Yvri Sandwith. Macrolobium jenmanii ingår i släktet Macrolobium och familjen ärtväxter. Inga underarter finns listade i Catalogue of Life.